# Alepidea serrata
Alepidea serrata là một loài thực vật có hoa trong họ Hoa tán. Loài này được Eckl. & Zeyh. mô tả khoa học đầu tiên năm 1837.